# Karol Kowalewski
Karol Kowalewski (ur. 9 marca 1989) – polski trener koszykówki, obecnie trener BC Polkowice oraz reprezentacji Polski koszykarek.
W styczniu 2018, po zwolnieniu Jiorgosa Dikieulakosa objął stanowisko głównego trenera CCC Polkowice.
10 sierpnia 2020 został trenerem CCC Polkowice. W 2023 został nowym selekcjonerem polskich koszykarek.

## Osiągnięcia
Stan na 16 marca 2024.

(* – jako asystent trenera)

### Koszykówka kobiet
Drużynowe
- Mistrzostwo Polski (2018*, 2019*, 2022[3], 2024[4])
- Wicemistrzostwo Polski (2021, 2023)[5][6]
- Puchar Polski (2019*[7], 2022[8], 2023[9], 2024[10])
- Superpuchar Polski (2021[11], 2022[12])
- Finał Pucharu Polski (2021)[13]

Indywidualne
- Trener roku EBLK (2022)[14]